# Портман, Уильям, 2-й виконт Портман
Уильям Генри Беркли Портман, 2-й виконт Портман (англ. William Henry Berkeley Portman, 2nd Viscount Portman; 12 июля 1829 — 16 октября 1919) — британский либеральный политик.

## Происхождение и образование
Родился 12 июля 1829 года. Старший сын Эдварда Портмана, 1-го виконта Портмана (1799—1888), и леди Эммы Ласеллс (1809—1865), дочери Генри Ласеллса, 2-го графа Хэрвуда. Он получил образование в Итонском колледже и в Мертон-колледже Оксфордского университета.

## Политическая карьера
Уильям Портман заседал в Палате общин Великобритании от Шефтсбери (1852—1857) и Дорсета (1857—1885).
19 ноября 1888 года после смерти своего отца Уильям Портман унаследовал титулы 2-го виконта Портмана из Брайанстона в графстве Дорсет и 2-го барона Портмана из Орчард-Портмана в графстве Сомерсет, став членом Палаты лордов Великобритании.
Он занимал должности мирового судьи Сомерсета и Дорсета.
В 1918 году виконт Портман был награжден Большим крестом Королевского Викторианского ордена.

## Поместья
В конце девятнадцатого века 99-летняя аренда семейных владений в Лондоне подошла к концу, что принесло колоссальный доход лорду Портману в размере около 100 000 фунтов стерлингов в год. С этим состоянием он поручил Норману Шоу построить для него новый особняк в семейной резиденции в Брайанстоне, Дорсет. Однако в течение 30 лет он был продан школе Брайанстона, которая до сих пор там базируется. Это произошло потому, что даже для аристократической семьи быстро стало анахронизмом и нерентабельно занимать дом такого размера, а семья также была парализована налогами на наследство, когда наследник второго виконта и наследник его наследника умерли в течение десяти лет после него.

## Семья
21 июня 1855 года Уильям Генри Беркли Портман женился на Мэри Селине Шарлотте Фиц-Уильям (9 января 1836 — 3 января 1899), дочери Уильяма Чарльза Фиц-Уильяма (1812—1835), сына 5-го графа Фиц-Уильяма (1786—1857) и леди Селины Шарлотты Дженкинсон, дочери 3-го графа Ливерпуля. У супругов было шесть сыновей и две дочери:
- Достопочтенный Эдвард Уильям Беркли Портман (30 июля 1856 — 27 апреля 1911)[3] . Он женился на достопочтенной Констанции Мэри Лоули, дочери Бейлби Лоули, 2-го барона Венлока.
- Достопочтенный Уолтер Джордж Беркли Портман (2 июня 1858 — 14 декабря 1865)[3]
- Достопочтенный Генри Беркли Портман, 3-й виконт Портман (16 февраля 1860 — 18 января 1923)[3] , третий сын и преемник отца
- Достопочтенная Эмма Селина Портман (5 апреля 1863 — 1 марта 1941). Она вышла замуж за Рональда Ратвена Лесли-Мелвилла, 11-го графа Левена.
- Достопочтенный Клод Беркли Портман, 4-й виконт Портман (1 ноября 1864 — 6 июня 1929)[3]
- Достопочтенная Сьюзан Элис Портман (30 марта 1866 — 21 августа 1933)[3] . Она вышла замуж за Алана Уильяма Хебера-Перси, внука епископа Хью Перси через его сына Элджернона.
- Достопочтенный Сеймур Беркли Портман, 6-й виконт Портман (19 февраля 1868 — 2 ноября 1946)[3]
- Достопочтенный Джеральд Беркли Портман, 7-й виконт Портман (23 января 1875 — 3 сентября 1948)[3] . Он женился на Дороти Мари Изольде Шеффилд, дочери сэра Роберта Шеффилда, 5-го баронета.

2 июня 1908 года он женился во второй раз, незадолго до своего 79-летия, на Фрэнсис Максвелл Бьюкенен Канингем (ок. 1852 — 13 ноября 1939), дочери Бойда Александра Канингема и Мэри Уилкинсон, от которой у него больше не было детей.
Лорд Портман скончался в октябре 1919 года в возрасте 90 лет, и его титулы унаследовал его третий сын Генри Беркли Портман.